# Sidokerto (Mojowarno)
Sidokerto is een bestuurslaag in het regentschap Jombang van de provincie Oost-Java, Indonesië. Sidokerto telt 5314 inwoners (volkstelling 2010).